# Le Viandier
«Le Viandier» (фр. [вьяндье́], от «viande», мясо); также «Le Viandier de Taillevent» (тирельский вьяндье) — средневековый сборник кулинарных рецептов. Является одной из самых ранних и самых известных средневековых поваренных книг, наряду с «Liber de Coquina» и «Forme of Cury». Кроме этого в ней содержится первое подробное описание антреме.
Автором сборника считается Гийом Тирель, королевский повар при Карле V и Карле VI. Однако самая ранняя версия сборника датируется примерно 1300 годом, что на 10 лет раньше рождения Тиреля. Автор оригинала неизвестен, что было нередко для кулинарных книг средневековья и раннего нового времени, когда книги копировались, дополнялись новыми текстами и выдавались за произведения других авторов.

## Рукописи
Всего сохранилось четыре копии Le Viandier.
Самая старая рукопись была написана в конце XIII — начале XIV века. Она была обнаружена в Archives cantonales du Valais (Сьон, Швейцария) и практически оставалась незамеченной до 1950-х годов. Именно эта рукопись ставит под сомнение авторство Тиреля, однако начало книги отсутствует, поэтому название и автор этого раннего произведения неизвестны.
Ранее самой старой считалась рукопись XIV века, хранящаяся в Национальной библиотеке Франции в Париже.
Третий манускрипт начала XV века находится в Ватиканской библиотеке.
Четвёртый из сохранившихся принадлежит библиотеке Мазарини в Париже, он также датируется XV веком.
Пятая копия манускрипта XV века хранилась в Сен-Ло в Archives de la Manche. Она упоминалась в монографии Пишона (Jérôme Pichon) и Викера (Georges Vicaire) 1892 года «Le Viandier». Однако рукопись была уничтожена пожаром 6 июня 1944 года во время высадки союзников в Нормандию.
В рукописи из Вале насчитывается около 130 рецептов. Различные варианты рукописей различаются между собой, это касается и ранних вариантов и более поздних копий, в которых часть содержания сохранилась, а часть оказалась утеряна.

## Печатное издание
Около 1486 года была издана печатная версия «Le Viandier». На титульной странице не были указаны ни дата, ни место издания, но несомненно это был Париж. По сравнению с рукописями, эта версия содержит дополнительные 142 рецепта. За период 1486—1615 гг. печатная версия выдержала двадцать четыре издания.